# Quagmire’s Quagmire
Quagmire’s Quagmire («Куагмиру Куагмир») — третья серия двенадцатого сезона мультсериала «Гриффины». Премьерный показ состоялся 3 ноября 2013 года на канале FOX.

## Сюжет
Гленн, Питер и Джо отправляются в Apple Store для того, что подобрать Куагмиру ноутбук. После покупки Гленн осваивает свою покупку, но никак не может разобраться в том, как загрузить в Интернет фотографии своего кота. За помощью он обращается к Питеру, однако, после пары его советов, ноутбук ломается. Разъяренный Гленн приходит в магазин, там он встречает продавца-консультанта, Соню, которая быстро догадывается о том, что на компьютере вирус, занесённый с порносайта. Оказывается, Соня и сама любит посмотреть такие ресурсы и даже рекомендует Гленну к просмотру один. Куагмир, не теряя ни минуты, назначает новой знакомой свидание.
В ресторане Соня рассказывает Гленну о себе, последний понимает, что она — точно такая же извращенка, как и он сам. После хорошего вечера наутро Гленн обнаруживает себя прикованным к кровати и понимает, что любит Соню. Оба начинают встречаться, однако, их совместная жизнь очень быстро превращается в постоянный секс и ничего больше. Вскоре Гленн приходит в бар к парням, опасаясь, что Соня может его прослушивать, он пишет на листке бумаги о том, что Соня избивает его. В конце концов Соня похищает Куагмира и увозит к себе в гараж, используя его в качестве раба. К счастью, Джо с Питером быстро находят Гленна и арестовывают Соню.
Лоис находит на чердаке первого плюшевого медвежонка Стьюи — Оскара. Стьюи не понимает, как ему теперь быть, ведь все это время он был счастлив с Рупертом, своим нынешним медвежонком. Брайан подмечает, что Стьюи слишком много на себя накручивает, он даже застает Стьюи за «изменой» Руперту — когда Оскар со Стьюи пили вместе чай на чердаке. Стьюи решает расстаться с Рупертом, отдавая его Брайану. Совсем скоро Стьюи застает Брайана в обнимку с Рупертом, Брайан объясняет это обычной собачьей необходимостью. Стьюи вместе с Брайаном приходят в комнату, где их «ждет» Руперт. Стьюи спрашивает, с кем тот хочет остаться, медвежонок падает в сторону Стьюи, который очень этому рад. Брайан же забирает у Стьюи игрушечного осьминога и уходит.

## Рейтинги
- Рейтинг эпизода составил 2.5 среди возрастной группы 18-49 лет.
- Серию посмотрело порядка 4.87 миллиона человек.
- Серия стала второй по просматриваемости в ту ночь «Animation Domination» на FOX, победив по количеству просмотров новые серии «Американского Папаши!» и «Бургеры Боба», но проиграв «Симпсонам» с их 5.43 миллиона зрителей[1].

## Критика
Специалисты из A.V Club присудили эпизоду оценку B+, поясняя: «Эпизод „Quagmire’s Quagmire“ погружает зрителя в нечто вроде трясины [ игра слов, англ. quaqmire — трясина, болото ] (я сильно, сильно извиняюсь). За исключением этой сюжетной линии, все в этом эпизоде отлично, почти так же смешно, как „Гриффины“ были интересны в последнее время» Также специалисты сказали, что сюжетная линия с Брайаном, Рупертом и Стьюи «была лучшей в эпизоде».